# Hispania F111
A Hispania F111 egy Formula–1-es versenyautó, melyet a Hispania Racing használt a 2011-es Formula–1 világbajnokság során. Pilótái Narain Karthikeyan, Vitantonio Liuzzi, valamint a mindkettejük helyett is beugró Daniel Ricciardo voltak.

## Áttekintés
A 2010-es évet komoly nehézségekkel zárta a csapat, már az indulásuk is kétségesnek látszott. Az előző évi autót a Dallara készítette, de a munkadíj kifizetése körül vita támadt a felek közt, így az együttműködés nem folytatódott. Helyette a Hispania a megszűnt Toyota csapatot kereste meg az elkészült, de soha nem versenyzett Toyota TF110 kasztnijának megvásárlása ügyében. Pénz hiányában végül erre sem került sor, helyette az F110-est fejlesztették tovább.
A szezon előtti teszteken nem tudott részt venni a csapat, mert fontos alkatrészek hiányoztak az autókhoz, amiket nem engedtek át a vámon. Emiatt a Hispania volt az utolsó, amelyik bemutatta 2011-es autóját. A festést Daniel Simon,  a "Tron: Örökség" című film látványvilágán is dolgozó művész tervezte.

## A szezon
Első köreit Karthikeyan által teljesítette az ausztrál nagydíj utolsó szabadedzésének utolsó perceiben. Az orrkúp és az első szárny ekkor még kész sem volt, úgyhogy a csapat az előző évit kellett, hogy használja. Az időmérő edzésen ennek megfelelően meg se tudták futni a 107 százalékos időt, ezért nem indulhattak el a versenyen. Malajzára már elkészült minden alkatrésszel a csapat, így nem volt gond a futamon való részvétel, viszont a tempó továbbra is csapnivalóan gyenge volt. Legjobb eredményük Liuzzi kanadai 13. helyezése volt, amelynek köszönhetően legalább a Marussia Virgin csapatát át tudták ugrani a konstruktőri bajnokságban.
Az európai nagydíjon Karthikeyan beállított egy nem túl hízelgő rekordot: mivel nem voltak kiesések, ezért az utolsó, 24. helyen intették őt le, és azidáig a Formula–1 történetében senki nem teljesített futamot ennyire rossz pozícióban. A következő futamtól le is váltották, ekkor ült be Ricciardo a helyére (habár tesztpilóta maradt). Az indiai nagydíjon aztán Karthikeyan egy futam erejéig még visszatért, ám ekkor Liuzzi helyetteseként.

## Eredmények
| Év   | Csapat                  | Motor           | Gumik | Pilóták     | 1   | 2   | 3   | 4   | 5   | 6   | 7   | 8   | 9   | 10  | 11  | 12  | 13  | 14  | 15  | 16  | 17  | 18  | 19  | Pontok | Helyezés |
| ---- | ----------------------- | --------------- | ----- | ----------- | --- | --- | --- | --- | --- | --- | --- | --- | --- | --- | --- | --- | --- | --- | --- | --- | --- | --- | --- | ------ | -------- |
| 2011 | Hispania Racing F1 Team | Cosworth CA2011 | P     |             | AUS | MAL | CHN | TUR | ESP | MON | CAN | EUR | GBR | GER | HUN | BEL | ITA | SIN | JPN | KOR | IND | ABU | BRA | 0      | 11.      |
| 2011 | Hispania Racing F1 Team | Cosworth CA2011 | P     | Karthikeyan | DNQ | KI  | 23  | 21  | 21  | 17  | 17  | 24  |     |     |     |     |     |     |     |     | 17  |     |     | 0      | 11.      |
| 2011 | Hispania Racing F1 Team | Cosworth CA2011 | P     | Ricciardo   |     |     |     |     |     |     |     |     | 19  | 19  | 18  | KI  | NR  | 19  | 22  | 19  | 18  | KI  | 20  | 0      | 11.      |
| 2011 | Hispania Racing F1 Team | Cosworth CA2011 | P     | Liuzzi      | DNQ | KI  | 22  | 22  | KI  | 16  | 13  | 23  | 18  | KI  | 20  | 19  | KI  | 20  | 23  | 21  |     | 20  | KI  | 0      | 11.      |

## Forráshivatkozások
1. ↑  http://www.motorsport.com/news/article.asp?ID=398218&FS=F1%5B%5D
2. ↑  Hispania confirms Daniel Ricciardo will race for it from Silverstone (angol nyelven). www.autosport.com, 2011. június 30. (Hozzáférés: 2023. november 6.)